# Elecciones a las Juntas Generales del País Vasco de 1995
Las elecciones a las Juntas Generales del País Vasco de 1995 se celebraron el 28 de mayo de 1995, eligiéndose a los miembros de las Juntas Generales de Álava, de Guipúzcoa y de Vizcaya. 
A lo largo de la misma jornada, se celebraron también elecciones a la mayoría de los Parlamentos Autonómicos de España (con excepción de los parlamentos de Euskadi, Galicia, Cataluña y Andalucía); a las asambleas de Ceuta y Melilla; a los Cabildos Insulares canarios; a los Consejos Insulares de Baleares; al Consejo General de Arán; y a los concejos de Navarra; así como las elecciones municipales.

## Candidatos
En la siguiente tabla se muestran los candidatos a las Juntas Generales del País Vasco, por parte de las formaciones políticas que contaban con representación antes de las elecciones:
| Territorio histórico y Diputado General en la anterior legislatura | Candidatos                                                                           | Observaciones |
| ------------------------------------------------------------------ | ------------------------------------------------------------------------------------ | --- |
| Álava Alberto Ansola (EAJ-PNV)                                     | - EAJ-PNV: Félix Ormazabal - PP: - UA: - PSE-EE: Fernando Buesa - HB: - EA: - IU-EB: | - El Partido Socialista de Euskadi y Euskadiko Ezkerra se presentan por primera vez en una candidatura conjunta tras su fusión en 1993. |
| Guipúzcoa Eli Galdós (EAJ-PNV)                                     | - EAJ-PNV: Román Sudupe Olaizola - HB: - EA: - PSE-EE: - PP: - IU-EB:                | - El Partido Socialista de Euskadi y Euskadiko Ezkerra se presentan por primera vez en una candidatura conjunta tras su fusión en 1993. |
| Vizcaya José Alberto Pradera (EAJ-PNV)                             | - EAJ-PNV: Josu Bergara Etxebarria - PSE-EE: - PP: - HB: - IU-EB: - EA: - ICV-EHE:   | - El Partido Socialista de Euskadi y Euskadiko Ezkerra se presentan por primera vez en una candidatura conjunta tras su fusión en 1993. |

## Resultados electorales
Para optar al reparto de escaños en una circunscripción, la candidatura debe obtener al menos el 3% de los votos válidos emitidos en dicha circunscripción.

El Diputado General es elegido por los miembros de las Juntas Generales una vez constituidas éstas (entre el 1 y el 25 de junio).
| ← Elecciones a las Juntas Generales del País Vasco de 1995 →                                         | |         |         |        |         |     |
| Territorio histórico                                                                                 | Diputado general y gobierno | Partido | Votos   | %      | Escaños | +/- |
| Álava 51 procuradores/as - Ayala: 6 - Vitoria: 39 - Zuya, Salvatierra, Añana, Campezo y Laguardia: 6 | - Diputado general: Félix Ormazabal (EAJ-PNV) - Gobierno: EAJ-PNV (en minoría) - Censo: 229.873 - Abstención: 82.006 (35,67 %) - Nulos: 1.435 (0,97 %) - En blanco: 2.458 (1,66 %) | EAJ-PNV | 38.126  | 26,48% | 15      | 1   |
| Álava 51 procuradores/as - Ayala: 6 - Vitoria: 39 - Zuya, Salvatierra, Añana, Campezo y Laguardia: 6 | - Diputado general: Félix Ormazabal (EAJ-PNV) - Gobierno: EAJ-PNV (en minoría) - Censo: 229.873 - Abstención: 82.006 (35,67 %) - Nulos: 1.435 (0,97 %) - En blanco: 2.458 (1,66 %) | PP      | 25.077  | 17,42% | 9       | 6   |
| Álava 51 procuradores/as - Ayala: 6 - Vitoria: 39 - Zuya, Salvatierra, Añana, Campezo y Laguardia: 6 | - Diputado general: Félix Ormazabal (EAJ-PNV) - Gobierno: EAJ-PNV (en minoría) - Censo: 229.873 - Abstención: 82.006 (35,67 %) - Nulos: 1.435 (0,97 %) - En blanco: 2.458 (1,66 %) | UA      | 23.442  | 16,28% | 9       | 2   |
| Álava 51 procuradores/as - Ayala: 6 - Vitoria: 39 - Zuya, Salvatierra, Añana, Campezo y Laguardia: 6 | - Diputado general: Félix Ormazabal (EAJ-PNV) - Gobierno: EAJ-PNV (en minoría) - Censo: 229.873 - Abstención: 82.006 (35,67 %) - Nulos: 1.435 (0,97 %) - En blanco: 2.458 (1,66 %) | PSE-EE  | 21.099  | 14,65% | 7       | 6a  |
| Álava 51 procuradores/as - Ayala: 6 - Vitoria: 39 - Zuya, Salvatierra, Añana, Campezo y Laguardia: 6 | - Diputado general: Félix Ormazabal (EAJ-PNV) - Gobierno: EAJ-PNV (en minoría) - Censo: 229.873 - Abstención: 82.006 (35,67 %) - Nulos: 1.435 (0,97 %) - En blanco: 2.458 (1,66 %) | HB      | 13.330  | 9,26%  | 4       | 3   |
| Álava 51 procuradores/as - Ayala: 6 - Vitoria: 39 - Zuya, Salvatierra, Añana, Campezo y Laguardia: 6 | - Diputado general: Félix Ormazabal (EAJ-PNV) - Gobierno: EAJ-PNV (en minoría) - Censo: 229.873 - Abstención: 82.006 (35,67 %) - Nulos: 1.435 (0,97 %) - En blanco: 2.458 (1,66 %) | EA      | 11.500  | 7,99%  | 4       | 1   |
| Álava 51 procuradores/as - Ayala: 6 - Vitoria: 39 - Zuya, Salvatierra, Añana, Campezo y Laguardia: 6 | - Diputado general: Félix Ormazabal (EAJ-PNV) - Gobierno: EAJ-PNV (en minoría) - Censo: 229.873 - Abstención: 82.006 (35,67 %) - Nulos: 1.435 (0,97 %) - En blanco: 2.458 (1,66 %) | IU-EB   | 11.400  | 7,92%  | 3       | 3   |
| Guipúzcoa 51 junteros/as - Bidasoa-Oiartzun: 11 - Deba-Urola: 14 - Donostialdea: 17 - Oria: 9        | - Diputado general: Román Sudupe (EAJ-PNV) - Gobierno: EAJ-PNV (en minoría) - Censo: 565.416 - Abstención: 202.900 (35,89 %) - Nulos: 3.150 (0,87 %) - En blanco: 7.728 (2,13 %)   | EAJ-PNV | 76.026  | 21,61% | 12      | =   |
| Guipúzcoa 51 junteros/as - Bidasoa-Oiartzun: 11 - Deba-Urola: 14 - Donostialdea: 17 - Oria: 9        | - Diputado general: Román Sudupe (EAJ-PNV) - Gobierno: EAJ-PNV (en minoría) - Censo: 565.416 - Abstención: 202.900 (35,89 %) - Nulos: 3.150 (0,87 %) - En blanco: 7.728 (2,13 %)   | HB      | 75.255  | 21,4%  | 11      | 1   |
| Guipúzcoa 51 junteros/as - Bidasoa-Oiartzun: 11 - Deba-Urola: 14 - Donostialdea: 17 - Oria: 9        | - Diputado general: Román Sudupe (EAJ-PNV) - Gobierno: EAJ-PNV (en minoría) - Censo: 565.416 - Abstención: 202.900 (35,89 %) - Nulos: 3.150 (0,87 %) - En blanco: 7.728 (2,13 %)   | EA      | 67.182  | 19,1%  | 10      | 2   |
| Guipúzcoa 51 junteros/as - Bidasoa-Oiartzun: 11 - Deba-Urola: 14 - Donostialdea: 17 - Oria: 9        | - Diputado general: Román Sudupe (EAJ-PNV) - Gobierno: EAJ-PNV (en minoría) - Censo: 565.416 - Abstención: 202.900 (35,89 %) - Nulos: 3.150 (0,87 %) - En blanco: 7.728 (2,13 %)   | PSE-EE  | 62.298  | 17,71% | 9       | 4a  |
| Guipúzcoa 51 junteros/as - Bidasoa-Oiartzun: 11 - Deba-Urola: 14 - Donostialdea: 17 - Oria: 9        | - Diputado general: Román Sudupe (EAJ-PNV) - Gobierno: EAJ-PNV (en minoría) - Censo: 565.416 - Abstención: 202.900 (35,89 %) - Nulos: 3.150 (0,87 %) - En blanco: 7.728 (2,13 %)   | PP      | 47.234  | 13,43% | 7       | 5   |
| Guipúzcoa 51 junteros/as - Bidasoa-Oiartzun: 11 - Deba-Urola: 14 - Donostialdea: 17 - Oria: 9        | - Diputado general: Román Sudupe (EAJ-PNV) - Gobierno: EAJ-PNV (en minoría) - Censo: 565.416 - Abstención: 202.900 (35,89 %) - Nulos: 3.150 (0,87 %) - En blanco: 7.728 (2,13 %)   | IU-EB   | 22.519  | 6,4%   | 2       | 2   |
| Vizcaya 51 apoderados/as - Bilbao: 16 - Busturia-Uribe: 12 - Durango-Arratia: 9 - Encartaciones: 14  | - Diputado general: Josu Bergara (EAJ-PNV) - Gobierno: EAJ-PNV (en minoría) - Censo: 961.246 - Abstención: 348.999 (36,31 %) - Nulos: 5.814 (0,95 %) - En blanco: 10.166 (1,66 %)  | EAJ-PNV | 201.469 | 33,79% | 20      | 1   |
| Vizcaya 51 apoderados/as - Bilbao: 16 - Busturia-Uribe: 12 - Durango-Arratia: 9 - Encartaciones: 14  | - Diputado general: Josu Bergara (EAJ-PNV) - Gobierno: EAJ-PNV (en minoría) - Censo: 961.246 - Abstención: 348.999 (36,31 %) - Nulos: 5.814 (0,95 %) - En blanco: 10.166 (1,66 %)  | PSE-EE  | 102.575 | 17,2%  | 10      | 4a  |
| Vizcaya 51 apoderados/as - Bilbao: 16 - Busturia-Uribe: 12 - Durango-Arratia: 9 - Encartaciones: 14  | - Diputado general: Josu Bergara (EAJ-PNV) - Gobierno: EAJ-PNV (en minoría) - Censo: 961.246 - Abstención: 348.999 (36,31 %) - Nulos: 5.814 (0,95 %) - En blanco: 10.166 (1,66 %)  | PP      | 99.662  | 16,71% | 9       | 5   |
| Vizcaya 51 apoderados/as - Bilbao: 16 - Busturia-Uribe: 12 - Durango-Arratia: 9 - Encartaciones: 14  | - Diputado general: Josu Bergara (EAJ-PNV) - Gobierno: EAJ-PNV (en minoría) - Censo: 961.246 - Abstención: 348.999 (36,31 %) - Nulos: 5.814 (0,95 %) - En blanco: 10.166 (1,66 %)  | HB      | 71.967  | 12,07% | 5       | 3   |
| Vizcaya 51 apoderados/as - Bilbao: 16 - Busturia-Uribe: 12 - Durango-Arratia: 9 - Encartaciones: 14  | - Diputado general: Josu Bergara (EAJ-PNV) - Gobierno: EAJ-PNV (en minoría) - Censo: 961.246 - Abstención: 348.999 (36,31 %) - Nulos: 5.814 (0,95 %) - En blanco: 10.166 (1,66 %)  | IU-EB   | 56.515  | 9,48%  | 4       | 4   |
| Vizcaya 51 apoderados/as - Bilbao: 16 - Busturia-Uribe: 12 - Durango-Arratia: 9 - Encartaciones: 14  | - Diputado general: Josu Bergara (EAJ-PNV) - Gobierno: EAJ-PNV (en minoría) - Censo: 961.246 - Abstención: 348.999 (36,31 %) - Nulos: 5.814 (0,95 %) - En blanco: 10.166 (1,66 %)  | EA      | 42.278  | 7,09%  | 1       | 3   |
| Vizcaya 51 apoderados/as - Bilbao: 16 - Busturia-Uribe: 12 - Durango-Arratia: 9 - Encartaciones: 14  | - Diputado general: Josu Bergara (EAJ-PNV) - Gobierno: EAJ-PNV (en minoría) - Censo: 961.246 - Abstención: 348.999 (36,31 %) - Nulos: 5.814 (0,95 %) - En blanco: 10.166 (1,66 %)  | ICV-EHE | 20.383  | 3,42%  | 2       | 2   |

a Respecto de los resultados que obtuvieron el PSE y EE por separado en 1991.

## Resultados electorales por circunscripciones

### Álava
| ← Elecciones a las Juntas Generales de Álava de 1995 →       | |         |        |        |              |     |
| Cuadrilla                                                    | Censo | Partido | Votos  | %      | Procuradores | +/- |
| Ayala 6 procuradores                                         | - Censo: 27.845 - Votantes: 19.680 (70,68 %) - Abstención: 8.165 (29,32 %) - Nulos: 241 (1,22 %) - Válidos: 19.439 - Blancos: 319 (1,62 %) - A candidaturas: 19.120       | EAJ-PNV | 5.670  | 29,65% | 2            | =   |
| Ayala 6 procuradores                                         | - Censo: 27.845 - Votantes: 19.680 (70,68 %) - Abstención: 8.165 (29,32 %) - Nulos: 241 (1,22 %) - Válidos: 19.439 - Blancos: 319 (1,62 %) - A candidaturas: 19.120       | HB      | 3.493  | 18,27% | 1            | 1   |
| Ayala 6 procuradores                                         | - Censo: 27.845 - Votantes: 19.680 (70,68 %) - Abstención: 8.165 (29,32 %) - Nulos: 241 (1,22 %) - Válidos: 19.439 - Blancos: 319 (1,62 %) - A candidaturas: 19.120       | EA      | 3.313  | 17,33% | 1            | =   |
| Ayala 6 procuradores                                         | - Censo: 27.845 - Votantes: 19.680 (70,68 %) - Abstención: 8.165 (29,32 %) - Nulos: 241 (1,22 %) - Válidos: 19.439 - Blancos: 319 (1,62 %) - A candidaturas: 19.120       | PP      | 2.601  | 13,6%  | 1            | 1   |
| Ayala 6 procuradores                                         | - Censo: 27.845 - Votantes: 19.680 (70,68 %) - Abstención: 8.165 (29,32 %) - Nulos: 241 (1,22 %) - Válidos: 19.439 - Blancos: 319 (1,62 %) - A candidaturas: 19.120       | PSE-EE  | 2.422  | 12,67% | 1            | =a  |
| Ayala 6 procuradores                                         | - Censo: 27.845 - Votantes: 19.680 (70,68 %) - Abstención: 8.165 (29,32 %) - Nulos: 241 (1,22 %) - Válidos: 19.439 - Blancos: 319 (1,62 %) - A candidaturas: 19.120       | IU-EB   | 914    | 4,78%  | 0            | =   |
| Ayala 6 procuradores                                         | - Censo: 27.845 - Votantes: 19.680 (70,68 %) - Abstención: 8.165 (29,32 %) - Nulos: 241 (1,22 %) - Válidos: 19.439 - Blancos: 319 (1,62 %) - A candidaturas: 19.120       | UA      | 707    | 3,7%   | 0            | =   |
| Vitoria-Gasteiz 39 procuradores                              | - Censo: 173.555 - Votantes: 107.209 (61,77 %) - Abstención: 66.346 (38,23 %) - Nulos: 983 (0,92 %) - Válidos:106.226 - Blancos: 1.890 (1,76 %) - A candidaturas: 104.336 | EAJ-PNV | 24.639 | 23,62% | 10           | 1   |
| Vitoria-Gasteiz 39 procuradores                              | - Censo: 173.555 - Votantes: 107.209 (61,77 %) - Abstención: 66.346 (38,23 %) - Nulos: 983 (0,92 %) - Válidos:106.226 - Blancos: 1.890 (1,76 %) - A candidaturas: 104.336 | UA      | 20.204 | 19,36% | 8            | 2   |
| Vitoria-Gasteiz 39 procuradores                              | - Censo: 173.555 - Votantes: 107.209 (61,77 %) - Abstención: 66.346 (38,23 %) - Nulos: 983 (0,92 %) - Válidos:106.226 - Blancos: 1.890 (1,76 %) - A candidaturas: 104.336 | PP      | 19.158 | 18,36% | 7            | 4   |
| Vitoria-Gasteiz 39 procuradores                              | - Censo: 173.555 - Votantes: 107.209 (61,77 %) - Abstención: 66.346 (38,23 %) - Nulos: 983 (0,92 %) - Válidos:106.226 - Blancos: 1.890 (1,76 %) - A candidaturas: 104.336 | PSE-EE  | 16.789 | 16,09% | 6            | 5a  |
| Vitoria-Gasteiz 39 procuradores                              | - Censo: 173.555 - Votantes: 107.209 (61,77 %) - Abstención: 66.346 (38,23 %) - Nulos: 983 (0,92 %) - Válidos:106.226 - Blancos: 1.890 (1,76 %) - A candidaturas: 104.336 | IU-EB   | 9.748  | 9,34%  | 3            | 3   |
| Vitoria-Gasteiz 39 procuradores                              | - Censo: 173.555 - Votantes: 107.209 (61,77 %) - Abstención: 66.346 (38,23 %) - Nulos: 983 (0,92 %) - Válidos:106.226 - Blancos: 1.890 (1,76 %) - A candidaturas: 104.336 | HB      | 7.791  | 7,47%  | 3            | 1   |
| Vitoria-Gasteiz 39 procuradores                              | - Censo: 173.555 - Votantes: 107.209 (61,77 %) - Abstención: 66.346 (38,23 %) - Nulos: 983 (0,92 %) - Válidos:106.226 - Blancos: 1.890 (1,76 %) - A candidaturas: 104.336 | EA      | 6.007  | 5,76%  | 2            | =   |
| Zuya, Salvatierra, Añana, Campezo y Laguardia 6 procuradores | - Censo: 28.473 - Votantes: 20.978 (73,68 %) - Abstención: 7.495 (26,32 %) - Nulos: 211 (1,01 %) - Válidos: 20.767 - Blancos: 249 (1,19 %) - A candidaturas: 20.518       | EAJ-PNV | 7.817  | 38,1%  | 3            | =   |
| Zuya, Salvatierra, Añana, Campezo y Laguardia 6 procuradores | - Censo: 28.473 - Votantes: 20.978 (73,68 %) - Abstención: 7.495 (26,32 %) - Nulos: 211 (1,01 %) - Válidos: 20.767 - Blancos: 249 (1,19 %) - A candidaturas: 20.518       | PP      | 3.318  | 16,17% | 1            | 1   |
| Zuya, Salvatierra, Añana, Campezo y Laguardia 6 procuradores | - Censo: 28.473 - Votantes: 20.978 (73,68 %) - Abstención: 7.495 (26,32 %) - Nulos: 211 (1,01 %) - Válidos: 20.767 - Blancos: 249 (1,19 %) - A candidaturas: 20.518       | UA      | 2.531  | 12,34% | 1            | =   |
| Zuya, Salvatierra, Añana, Campezo y Laguardia 6 procuradores | - Censo: 28.473 - Votantes: 20.978 (73,68 %) - Abstención: 7.495 (26,32 %) - Nulos: 211 (1,01 %) - Válidos: 20.767 - Blancos: 249 (1,19 %) - A candidaturas: 20.518       | EA      | 2.180  | 10,62% | 1            | 1   |
| Zuya, Salvatierra, Añana, Campezo y Laguardia 6 procuradores | - Censo: 28.473 - Votantes: 20.978 (73,68 %) - Abstención: 7.495 (26,32 %) - Nulos: 211 (1,01 %) - Válidos: 20.767 - Blancos: 249 (1,19 %) - A candidaturas: 20.518       | HB      | 2.046  | 9,97%  | 0            | 1   |
| Zuya, Salvatierra, Añana, Campezo y Laguardia 6 procuradores | - Censo: 28.473 - Votantes: 20.978 (73,68 %) - Abstención: 7.495 (26,32 %) - Nulos: 211 (1,01 %) - Válidos: 20.767 - Blancos: 249 (1,19 %) - A candidaturas: 20.518       | PSE-EE  | 1.888  | 9,2%   | 0            | 1a  |
| Zuya, Salvatierra, Añana, Campezo y Laguardia 6 procuradores | - Censo: 28.473 - Votantes: 20.978 (73,68 %) - Abstención: 7.495 (26,32 %) - Nulos: 211 (1,01 %) - Válidos: 20.767 - Blancos: 249 (1,19 %) - A candidaturas: 20.518       | IU-EB   | 738    | 3,6%   | 0            | =   |

a Respecto de los resultados que obtuvieron el PSE y EE por separado en 1991.

### Guipúzcoa
| ← Elecciones a las Juntas Generales de Guipúzcoa de 1995 → | |         |        |        |          |     |
| Comarcas                                                   | Censo | Partido | Votos  | %      | Junteros | +/- |
| Bidasoa-Oiartzun 11 junteros                               | - Censo: 118.032 - Votantes: 70.863 (60,04 %) - Abstención: 47.169 (39,96 %) - Nulos: 687 (0,97 %) - Válidos: 70.176 - Blancos: 1.494 (2,11 %) - A candidaturas: 68.682      | PSE-EE  | 16.363 | 23,82% | 3        | 1a  |
| Bidasoa-Oiartzun 11 junteros                               | - Censo: 118.032 - Votantes: 70.863 (60,04 %) - Abstención: 47.169 (39,96 %) - Nulos: 687 (0,97 %) - Válidos: 70.176 - Blancos: 1.494 (2,11 %) - A candidaturas: 68.682      | HB      | 14.586 | 21,24% | 2        | 1   |
| Bidasoa-Oiartzun 11 junteros                               | - Censo: 118.032 - Votantes: 70.863 (60,04 %) - Abstención: 47.169 (39,96 %) - Nulos: 687 (0,97 %) - Válidos: 70.176 - Blancos: 1.494 (2,11 %) - A candidaturas: 68.682      | EAJ-PNV | 11.786 | 17,16% | 2        | =   |
| Bidasoa-Oiartzun 11 junteros                               | - Censo: 118.032 - Votantes: 70.863 (60,04 %) - Abstención: 47.169 (39,96 %) - Nulos: 687 (0,97 %) - Válidos: 70.176 - Blancos: 1.494 (2,11 %) - A candidaturas: 68.682      | PP      | 9.849  | 14,34% | 2        | 2   |
| Bidasoa-Oiartzun 11 junteros                               | - Censo: 118.032 - Votantes: 70.863 (60,04 %) - Abstención: 47.169 (39,96 %) - Nulos: 687 (0,97 %) - Válidos: 70.176 - Blancos: 1.494 (2,11 %) - A candidaturas: 68.682      | EA      | 9.424  | 13,72% | 1        | 1   |
| Bidasoa-Oiartzun 11 junteros                               | - Censo: 118.032 - Votantes: 70.863 (60,04 %) - Abstención: 47.169 (39,96 %) - Nulos: 687 (0,97 %) - Válidos: 70.176 - Blancos: 1.494 (2,11 %) - A candidaturas: 68.682      | EB-B    | 6.465  | 9,41%  | 1        | 1   |
| Deba-Urola 14 junteros                                     | - Censo: 153.041 - Votantes: 102.212 (66,79 %) - Abstención: 50.829 (33,21 %) - Nulos: 830 (0,81 %) - Válidos: 101.382 - Blancos: 1.671 (1,63 %) - A candidaturas: 99.711    | EAJ-PNV | 31.383 | 31,47% | 5        | =   |
| Deba-Urola 14 junteros                                     | - Censo: 153.041 - Votantes: 102.212 (66,79 %) - Abstención: 50.829 (33,21 %) - Nulos: 830 (0,81 %) - Válidos: 101.382 - Blancos: 1.671 (1,63 %) - A candidaturas: 99.711    | HB      | 22.466 | 22,53% | 3        | =   |
| Deba-Urola 14 junteros                                     | - Censo: 153.041 - Votantes: 102.212 (66,79 %) - Abstención: 50.829 (33,21 %) - Nulos: 830 (0,81 %) - Válidos: 101.382 - Blancos: 1.671 (1,63 %) - A candidaturas: 99.711    | EA      | 19.962 | 20,02% | 3        | =   |
| Deba-Urola 14 junteros                                     | - Censo: 153.041 - Votantes: 102.212 (66,79 %) - Abstención: 50.829 (33,21 %) - Nulos: 830 (0,81 %) - Válidos: 101.382 - Blancos: 1.671 (1,63 %) - A candidaturas: 99.711    | PSE-EE  | 13.330 | 13,37% | 2        | 1a  |
| Deba-Urola 14 junteros                                     | - Censo: 153.041 - Votantes: 102.212 (66,79 %) - Abstención: 50.829 (33,21 %) - Nulos: 830 (0,81 %) - Válidos: 101.382 - Blancos: 1.671 (1,63 %) - A candidaturas: 99.711    | PP      | 7.973  | 8%     | 1        | 1   |
| Deba-Urola 14 junteros                                     | - Censo: 153.041 - Votantes: 102.212 (66,79 %) - Abstención: 50.829 (33,21 %) - Nulos: 830 (0,81 %) - Válidos: 101.382 - Blancos: 1.671 (1,63 %) - A candidaturas: 99.711    | IU-EB   | 4.597  | 4,61%  | 0        | =   |
| Donostialdea 17 junteros                                   | - Censo: 191.966 - Votantes: 121.617 (63,35 %) - Abstención: 70.349 (36,65 %) - Nulos: 1.010 (0,83 %) - Válidos: 120.607 - Blancos: 3.136 (2,58 %) - A candidaturas: 117.471 | PP      | 24.525 | 20,88% | 4        | 2a  |
| Donostialdea 17 junteros                                   | - Censo: 191.966 - Votantes: 121.617 (63,35 %) - Abstención: 70.349 (36,65 %) - Nulos: 1.010 (0,83 %) - Válidos: 120.607 - Blancos: 3.136 (2,58 %) - A candidaturas: 117.471 | PSE-EE  | 23.678 | 20,16% | 3        | 1a  |
| Donostialdea 17 junteros                                   | - Censo: 191.966 - Votantes: 121.617 (63,35 %) - Abstención: 70.349 (36,65 %) - Nulos: 1.010 (0,83 %) - Válidos: 120.607 - Blancos: 3.136 (2,58 %) - A candidaturas: 117.471 | EA      | 21.648 | 18,43% | 3        | 1   |
| Donostialdea 17 junteros                                   | - Censo: 191.966 - Votantes: 121.617 (63,35 %) - Abstención: 70.349 (36,65 %) - Nulos: 1.010 (0,83 %) - Válidos: 120.607 - Blancos: 3.136 (2,58 %) - A candidaturas: 117.471 | HB      | 21.348 | 18,17% | 3        | 1   |
| Donostialdea 17 junteros                                   | - Censo: 191.966 - Votantes: 121.617 (63,35 %) - Abstención: 70.349 (36,65 %) - Nulos: 1.010 (0,83 %) - Válidos: 120.607 - Blancos: 3.136 (2,58 %) - A candidaturas: 117.471 | EAJ-PNV | 18.014 | 15,33% | 3        | =   |
| Donostialdea 17 junteros                                   | - Censo: 191.966 - Votantes: 121.617 (63,35 %) - Abstención: 70.349 (36,65 %) - Nulos: 1.010 (0,83 %) - Válidos: 120.607 - Blancos: 3.136 (2,58 %) - A candidaturas: 117.471 | IU-EB   | 7.898  | 6,72%  | 1        | 1   |
| Oria 9 junteros                                            | - Censo: 102.377 - Votantes: 67.824 (66,25 %) - Abstención: 34.553 (33,75 %) - Nulos: 623 (0,92 %) - Válidos: 67.201 - Blancos: 1.427 (2,1 %) - A candidaturas: 65.876       | HB      | 16.855 | 25,59% | 3        | 1   |
| Oria 9 junteros                                            | - Censo: 102.377 - Votantes: 67.824 (66,25 %) - Abstención: 34.553 (33,75 %) - Nulos: 623 (0,92 %) - Válidos: 67.201 - Blancos: 1.427 (2,1 %) - A candidaturas: 65.876       | EA      | 16.148 | 24,51% | 3        | =   |
| Oria 9 junteros                                            | - Censo: 102.377 - Votantes: 67.824 (66,25 %) - Abstención: 34.553 (33,75 %) - Nulos: 623 (0,92 %) - Válidos: 67.201 - Blancos: 1.427 (2,1 %) - A candidaturas: 65.876       | EAJ-PNV | 14.843 | 22,53% | 2        | =   |
| Oria 9 junteros                                            | - Censo: 102.377 - Votantes: 67.824 (66,25 %) - Abstención: 34.553 (33,75 %) - Nulos: 623 (0,92 %) - Válidos: 67.201 - Blancos: 1.427 (2,1 %) - A candidaturas: 65.876       | PSE-EE  | 8.927  | 13,55% | 1        | 1a  |
| Oria 9 junteros                                            | - Censo: 102.377 - Votantes: 67.824 (66,25 %) - Abstención: 34.553 (33,75 %) - Nulos: 623 (0,92 %) - Válidos: 67.201 - Blancos: 1.427 (2,1 %) - A candidaturas: 65.876       | PP      | 4.887  | 7,42%  | 0        | =   |
| Oria 9 junteros                                            | - Censo: 102.377 - Votantes: 67.824 (66,25 %) - Abstención: 34.553 (33,75 %) - Nulos: 623 (0,92 %) - Válidos: 67.201 - Blancos: 1.427 (2,1 %) - A candidaturas: 65.876       | IU-EB   | 3.559  | 5,4%   | 0        | =   |

a Respecto de los resultados que obtuvieron el PSE y EE por separado en 1991.

### Vizcaya
| ← Elecciones a las Juntas Generales de Vizcaya de 1995 → | |         |        |        |            |     |
| Comarcas                                                 | Censo | Partido | Votos  | %      | Apoderados | +/- |
| Bilbao 16 apoderados (-1)b                               | - Censo: 313.660 - Votantes: 191.376 (61,01 %) - Abstención: 122.284 (38,99 %) - Nulos: 1.469 (0,77 %) - Válidos: 189.907 - Blancos: 2.767 (1,45 %) - A candidaturas: 187.140 | EAJ-PNV | 54.821 | 29,29% | 5          | 2   |
| Bilbao 16 apoderados (-1)b                               | - Censo: 313.660 - Votantes: 191.376 (61,01 %) - Abstención: 122.284 (38,99 %) - Nulos: 1.469 (0,77 %) - Válidos: 189.907 - Blancos: 2.767 (1,45 %) - A candidaturas: 187.140 | PP      | 42.634 | 22,78% | 4          | 2   |
| Bilbao 16 apoderados (-1)b                               | - Censo: 313.660 - Votantes: 191.376 (61,01 %) - Abstención: 122.284 (38,99 %) - Nulos: 1.469 (0,77 %) - Válidos: 189.907 - Blancos: 2.767 (1,45 %) - A candidaturas: 187.140 | PSE-EE  | 28.409 | 15,18% | 3          | 2a  |
| Bilbao 16 apoderados (-1)b                               | - Censo: 313.660 - Votantes: 191.376 (61,01 %) - Abstención: 122.284 (38,99 %) - Nulos: 1.469 (0,77 %) - Válidos: 189.907 - Blancos: 2.767 (1,45 %) - A candidaturas: 187.140 | ICV-EHE | 20.383 | 10,89% | 2          | 2   |
| Bilbao 16 apoderados (-1)b                               | - Censo: 313.660 - Votantes: 191.376 (61,01 %) - Abstención: 122.284 (38,99 %) - Nulos: 1.469 (0,77 %) - Válidos: 189.907 - Blancos: 2.767 (1,45 %) - A candidaturas: 187.140 | HB      | 16.185 | 8,65%  | 1          | 1   |
| Bilbao 16 apoderados (-1)b                               | - Censo: 313.660 - Votantes: 191.376 (61,01 %) - Abstención: 122.284 (38,99 %) - Nulos: 1.469 (0,77 %) - Válidos: 189.907 - Blancos: 2.767 (1,45 %) - A candidaturas: 187.140 | IU-EB   | 15.594 | 8,33%  | 1          | 1   |
| Bilbao 16 apoderados (-1)b                               | - Censo: 313.660 - Votantes: 191.376 (61,01 %) - Abstención: 122.284 (38,99 %) - Nulos: 1.469 (0,77 %) - Válidos: 189.907 - Blancos: 2.767 (1,45 %) - A candidaturas: 187.140 | EA      | 8.830  | 4,72%  | 0          | 1   |
| Busturia-Uribe 12 apoderados (+1)c                       | - Censo: 215.535 - Votantes: 143.274 (66,47 %) - Abstención: 72.261 (33,53 %) - Nulos: 1.249 (0,87 %) - Válidos: 71.012 - Blancos: 2.693 (1,88 %) - A candidaturas: 139.332   | EAJ-PNV | 59.225 | 42,51% | 6          | =   |
| Busturia-Uribe 12 apoderados (+1)c                       | - Censo: 215.535 - Votantes: 143.274 (66,47 %) - Abstención: 72.261 (33,53 %) - Nulos: 1.249 (0,87 %) - Válidos: 71.012 - Blancos: 2.693 (1,88 %) - A candidaturas: 139.332   | HB      | 22.683 | 16,28% | 2          | =   |
| Busturia-Uribe 12 apoderados (+1)c                       | - Censo: 215.535 - Votantes: 143.274 (66,47 %) - Abstención: 72.261 (33,53 %) - Nulos: 1.249 (0,87 %) - Válidos: 71.012 - Blancos: 2.693 (1,88 %) - A candidaturas: 139.332   | PP      | 20.880 | 14,99% | 2          | 1   |
| Busturia-Uribe 12 apoderados (+1)c                       | - Censo: 215.535 - Votantes: 143.274 (66,47 %) - Abstención: 72.261 (33,53 %) - Nulos: 1.249 (0,87 %) - Válidos: 71.012 - Blancos: 2.693 (1,88 %) - A candidaturas: 139.332   | EA      | 16.303 | 11,7%  | 1          | =   |
| Busturia-Uribe 12 apoderados (+1)c                       | - Censo: 215.535 - Votantes: 143.274 (66,47 %) - Abstención: 72.261 (33,53 %) - Nulos: 1.249 (0,87 %) - Válidos: 71.012 - Blancos: 2.693 (1,88 %) - A candidaturas: 139.332   | PSE-EE  | 11.991 | 8,61%  | 1          | =a  |
| Busturia-Uribe 12 apoderados (+1)c                       | - Censo: 215.535 - Votantes: 143.274 (66,47 %) - Abstención: 72.261 (33,53 %) - Nulos: 1.249 (0,87 %) - Válidos: 71.012 - Blancos: 2.693 (1,88 %) - A candidaturas: 139.332   | IU-EB   | 8.250  | 5,92%  | 0          | =   |
| Durango-Arratia 9 apoderados                             | - Censo: 170.001 - Votantes: 110.919 (65,25 %) - Abstención: 59.082 (34,75 %) - Nulos: 1.403 (1,26 %) - Válidos: 109.516 - Blancos: 1.786 (1,61 %) - A candidaturas: 107.737  | EAJ-PNV | 41.130 | 38,18% | 4          | =   |
| Durango-Arratia 9 apoderados                             | - Censo: 170.001 - Votantes: 110.919 (65,25 %) - Abstención: 59.082 (34,75 %) - Nulos: 1.403 (1,26 %) - Válidos: 109.516 - Blancos: 1.786 (1,61 %) - A candidaturas: 107.737  | PSE-EE  | 18.424 | 17,1%  | 2          | =a  |
| Durango-Arratia 9 apoderados                             | - Censo: 170.001 - Votantes: 110.919 (65,25 %) - Abstención: 59.082 (34,75 %) - Nulos: 1.403 (1,26 %) - Válidos: 109.516 - Blancos: 1.786 (1,61 %) - A candidaturas: 107.737  | HB      | 17.113 | 15,88% | 1          | 1   |
| Durango-Arratia 9 apoderados                             | - Censo: 170.001 - Votantes: 110.919 (65,25 %) - Abstención: 59.082 (34,75 %) - Nulos: 1.403 (1,26 %) - Válidos: 109.516 - Blancos: 1.786 (1,61 %) - A candidaturas: 107.737  | PP      | 12.827 | 11,91% | 1          | 1   |
| Durango-Arratia 9 apoderados                             | - Censo: 170.001 - Votantes: 110.919 (65,25 %) - Abstención: 59.082 (34,75 %) - Nulos: 1.403 (1,26 %) - Válidos: 109.516 - Blancos: 1.786 (1,61 %) - A candidaturas: 107.737  | IU-EB   | 9.913  | 9,2%   | 1          | 1   |
| Durango-Arratia 9 apoderados                             | - Censo: 170.001 - Votantes: 110.919 (65,25 %) - Abstención: 59.082 (34,75 %) - Nulos: 1.403 (1,26 %) - Válidos: 109.516 - Blancos: 1.786 (1,61 %) - A candidaturas: 107.737  | EA      | 8.330  | 7,73%  | 0          | 1   |
| Encartaciones 14 apoderados                              | - Censo: 262.050 - Votantes: 166.678 (63,61 %) - Abstención: 95.372 (36,39 %) - Nulos: 1.693 (1,02 %) - Válidos: 164.985 - Blancos: 2.920 (1,75 %) - A candidaturas: 162.065  | EAJ-PNV | 46.293 | 28,56% | 5          | 1   |
| Encartaciones 14 apoderados                              | - Censo: 262.050 - Votantes: 166.678 (63,61 %) - Abstención: 95.372 (36,39 %) - Nulos: 1.693 (1,02 %) - Válidos: 164.985 - Blancos: 2.920 (1,75 %) - A candidaturas: 162.065  | PSE-EE  | 43.751 | 27%    | 4          | 2a  |
| Encartaciones 14 apoderados                              | - Censo: 262.050 - Votantes: 166.678 (63,61 %) - Abstención: 95.372 (36,39 %) - Nulos: 1.693 (1,02 %) - Válidos: 164.985 - Blancos: 2.920 (1,75 %) - A candidaturas: 162.065  | PP      | 23.321 | 14,39% | 2          | 1   |
| Encartaciones 14 apoderados                              | - Censo: 262.050 - Votantes: 166.678 (63,61 %) - Abstención: 95.372 (36,39 %) - Nulos: 1.693 (1,02 %) - Válidos: 164.985 - Blancos: 2.920 (1,75 %) - A candidaturas: 162.065  | IU-EB   | 22.758 | 14,04% | 2          | 2   |
| Encartaciones 14 apoderados                              | - Censo: 262.050 - Votantes: 166.678 (63,61 %) - Abstención: 95.372 (36,39 %) - Nulos: 1.693 (1,02 %) - Válidos: 164.985 - Blancos: 2.920 (1,75 %) - A candidaturas: 162.065  | HB      | 15.986 | 9,86%  | 1          | 1   |
| Encartaciones 14 apoderados                              | - Censo: 262.050 - Votantes: 166.678 (63,61 %) - Abstención: 95.372 (36,39 %) - Nulos: 1.693 (1,02 %) - Válidos: 164.985 - Blancos: 2.920 (1,75 %) - A candidaturas: 162.065  | EA      | 8.815  | 5,44%  | 0          | 1   |

a Respecto de los resultados que obtuvieron el PSE y EE por separado en 1991.

b Un apoderado menos respecto 1991. 

c Un apoderado más respecto 1991.